# 2012 en bande dessinée
| Années de la bande dessinée : 2009 - 2010 - 2011 - 2012 - 2013 - 2014 - 2015    |
| Décennies de la bande dessinée : 1980 - 1990 - 2000 - 2010 - 2020 - 2030 - 2040 |

Cet article présente les faits marquants de l'année 2012 en bande dessinée.

## Événements
- Le 39e festival d’Angoulême s'est déroulé du 26 au 29 janvier. Le jury, dont le président était Art Spiegelman, a décerné le Fauve d'or à Chroniques de Jérusalem de Guy Delisle. Le Grand prix de la ville d'Angoulême a été attribué à Jean-Claude Denis.
- Les 3 et 4 mars : convention STAPLE! (en) qui se déroule au Marchesa Hall and Theater à Austin (États-Unis) accueille Kevin Eastman, Jason Neulander, Brian Hurtt, Cullen Bunn, Monica Gallagher, Liz Prince, Kagan McLeod, MariNaomi.
- La 11e édition du festival Dessinator s'est déroulée les 17 et 18 mars à Saint-Hilaire-du-Harcouët avec pour thème « l'arbre ».
- La 11e édition du festival Des Planches et des Vaches s'est déroulée le 31 mars et le 1er avril à Hérouville-Saint-Clair. Frédéric Pontarolo reçoit le Veau d’Or et sera donc le prochain président du jury, succédant à Arnaud Floc'h.
- La Japan Expo 13e Impact s'est déroulé du 5 au 8 juillet.
- Du 10 au 12 août : 82e Comiket à Tokyo (Japon).
- Les 27 et 28 octobre : Paris Comics Expo à l’Espace Champerret (Levallois-Perret).
- Du 1er au 4 novembre : festival Comics & Games de Lucques (Italie).
- Du 29 au 31 décembre : 83e Comiket à Tokyo (Japon).

## Meilleures ventes

### Meilleures ventes en France
| 1  | Le Serment des cinq lords (Blake et Mortimer t.21) | Éditions Blake et Mortimer | 16 nov. 12 | 249 300 ex. |
| 2  | Titeuf (t.13)                                      | Glénat                     | 30 août 12 | 227 600 ex. |
| 3  | Largo Winch (t.18)                                 | Dupuis                     | 25 oct. 12 | 169 100 ex. |
| 4  | Lou ! (t.6)                                        | Glénat                     | 28 nov. 12 | 120 500 ex. |
| 5  | Le Chat (t.17)                                     | Casterman                  | 19 oct. 12 | 113 600 ex. |
| 6  | XIII (t.21)                                        | Dargaud                    | 30 nov. 12 | 102 000 ex. |
| 7  | One Piece (t.60)                                   | Glénat                     | 4 janv. 12 | 90 900 ex.  |
| 8  | One Piece (t.61)                                   | Glénat                     | 7 mars 12  | 86 600 ex.  |
| 9  | Naruto (t.55)                                      | Kana                       | 6 juil. 12 | 85 600 ex.  |
| 10 | One Piece (t.62)                                   | Glénat                     | 23 mai 12  | 81 600 ex.  |
| 11 | One Piece (t.63)                                   | Glénat                     | 4 juil. 12 | 77 500 ex.  |
| 12 | Les Bidochon (t.21)                                | Fluide Glacial             | 17 oct. 12 | 76 900 ex.  |
| 13 | Naruto (t.56)                                      | Kana                       | 7 sept. 12 | 76 800 ex.  |
| 14 | Chroniques de Jérusalem                            | Delcourt                   | 16 nov. 11 | 74 300 ex.  |
| 15 | Lucky Luke (t.5)                                   | Lucky Comics               | 26 oct. 12 | 72 900 ex.  |

## Nouveaux albums
Voir aussi : Albums de bande dessinée sortis en 2012

### Franco-belge
| Sortie    | Titre                                                            | Scénariste                                         | Dessinateur           | Coloriste              | Éditeur                    |
| --------- | ---------------------------------------------------------------- | -------------------------------------------------- | --------------------- | ---------------------- | -------------------------- |
| janvier   | Jeremiah t. 31 : Le Panier de crabes                             | Hermann                                            | Hermann               | Hermann                | Dupuis                     |
| Février   | L'expédition                                                     | Richard Marazano                                   | Marcelo Frusin        |                        | Dargaud                    |
| mars      | Bart O’Poil en tournage                                          | Grégory Jarry                                      | Otto T.               |                        | FLBLB                      |
| mars      | Kriss de Valnor t. 2 : La Sentence des Walkyries                 | Yves Sente                                         | Giulio De Vita        | Graza                  | Le Lombard                 |
| mars      | Akissi t. 3 : Vacances dangereuses                               | Marguerite Abouet                                  | Mathieu Sapin         | Clémence               | Gallimard                  |
| avril     | Azimut t. 1 : Les Aventuriers du temps perdu                     | Wilfrid Lupano                                     | Jean-Baptiste Andréae | Jean-Baptiste Andréae  | Vents d'Ouest              |
| juin      | Otaku Blue t.1                                                   | Richard Marazano                                   | Malo Kerfriden        |                        | Dargaud                    |
| aout      | Mémoires d'un gentilhomme Corsaire                               | Richard Marazano                                   | Alfonso Font          |                        | Libretto                   |
| septembre | La Vie secrète des jeunes t.3                                    | Riad Sattouf                                       | Riad Sattouf          |                        | L'Association              |
| octobre   | Sillage t. 15 : Chasse gardée                                    | Jean-David Morvan                                  | Philippe Buchet       | Philippe Buchet        | Delcourt                   |
| octobre   | XIII Mystery t. 5 : Steve Rowland                                | Fabien Nury                                        | Richard Guérineau     | Bérengère Marquebreucq | Dargaud                    |
| octobre   | Jérôme Moucherot t. 5 : Le Manifeste du mâle dominant            | François Boucq                                     | François Boucq        | Alexandre Boucq        | Le Lombard                 |
| octobre   | Les Tuniques bleues t. 56 : Dent pour dent                       | Raoul Cauvin                                       | Lambil                | Vittorio Léonardo      | Dupuis                     |
| 5 octobre | Blast, t. 3 : La Tête la première                                | Manu Larcenet                                      | Manu Larcenet         | Manu Larcenet          | Dargaud                    |
| octobre   | Le Cycle de Cyann t. 5 : Les Couloirs de l’entretemps            | François Bourgeon et Claude Lacroix                | François Bourgeon     | François Bourgeon      | 12 bis                     |
| octobre   | Survivants (Anomalies quantiques) Épisode 2                      | Léo                                                | Léo                   | Léo                    | Dargaud                    |
| octobre   | Aâma t. 2 : La Multitude invisible                               | Frederik Peeters                                   | Frederik Peeters      | Frederik Peeters       | Gallimard                  |
| octobre   | Les Bidochon t. 21 : Les Bidochon sauvent la planète             | Binet                                              | Binet                 | N&B                    | Audie                      |
| octobre   | Largo Winch t. 18 : Colère rouge                                 | Jean Van Hamme                                     | Philippe Francq       | Marie-Paule Alluard    | Dupuis                     |
| octobre   | Les Aventures de Lucky Luke t. 5 : Cavalier seul                 | Daniel Pennac et Tonino Benacquista                | Achdé                 | Achdé                  | Lucky Comics               |
| octobre   | L’Épervier t. 8 : Corsaire du Roy                                | Patrice Pellerin                                   | Patrice Pellerin      | Patrice Pellerin       | Quadrants                  |
| novembre  | Kriss de Valnor t. 3 : Digne d'une reine                         | Yves Sente                                         | Giulio De Vita        | Graza                  | Le Lombard                 |
| novembre  | Le Troisième Testament - Julius t. 2 : La Révélation, chapitre 1 | Alex Alice avec la participation de Xavier Dorison | Thimothée Montaigne   | François Lapierre      | Glénat                     |
| novembre  | Louve t. 2 : La Main coupée du dieu Tyr                          | Yann                                               | Roman Surzhenko       | Graza                  | Le Lombard                 |
| novembre  | Le Scorpion t. 10 : Au nom du fils                               | Stephen Desberg                                    | Enrico Marini         | Enrico Marini          | Dargaud                    |
| novembre  | Blake et Mortimer t. 21 : Le Serment des cinq Lords              | Yves Sente                                         | André Juillard        | André Juillard         | Éditions Blake et Mortimer |
| novembre  | Petite Histoire des colonies françaises t. 5 : Les immigrés      | Grégory Jarry                                      | Otto T.               |                        | FLBLB                      |
| novembre  | Djinn t. 11 : Une jeunesse éternelle                             | Jean Dufaux                                        | Ana Mirallès          | Ana Mirallès           | Dargaud                    |
| novembre  | XIII t. 21 : L'Appât                                             | Yves Sente                                         | Youri Jigounov        | Bérengère Marquebreucq | Dargaud                    |

### Comics
| Sortie      | Titre                                                  | Scénariste                 | Dessinateur                            | Coloriste       | Éditeur       |
| ----------- | ------------------------------------------------------ | -------------------------- | -------------------------------------- | --------------- | ------------- |
| 24 janvier  | Watchmen - Les Gardiens : Intégrale                    | Alan Moore                 | Dave Gibbons                           |                 | Urban Comics  |
| février     | Walking Dead T.15 : Deuil et Espoir                    | Robert Kirkman             | Charlie Adlard                         | N&B             | Delcourt      |
| 24 février  | Batman - Sombre Reflet T.1                             | Scott Snyder               | Jock, Francesco Francavilla            |                 | Urban Comics  |
| 24 février  | DC Comics - Anthologie                                 | Collectif                  | Collectif                              |                 | Urban Comics  |
| 24 février  | Les dossiers d'Hellblazer T.1 : Mauvais sang           | Si Spencer                 | Sean Murphy                            |                 | Urban Comics  |
| 24 février  | Soldat Inconnu T.1 : Possédé                           | Joshua Dysart              | Alberto Ponticelli                     |                 | Urban Comics  |
| mars        | La Tour sombre T.12                                    | Robin Furth et Peter David | Jae Lee et Richard Isanove             | Richard Isanove | Fusion Comics |
| mars        | Criminal T.6 : Le Dernier des innocents                | Ed Brubaker                | Sean Phillips                          | Val Staples     | Delcourt      |
| 9 mars      | Batman : La Nouvelle Aube                              | David Finch                | Jay Fabok, Scott Williams, David Finch |                 | Urban Comics  |
| 23 mars     | Batman : Amère Victoire                                | Jeph Loeb                  | Tim Sale                               |                 | Urban Comics  |
| 13 avril    | Batman : Sombre Reflet T.2                             | Scott Snyder               | Jock, Francesco Francavilla            |                 | Urban Comics  |
| 22 juin     | Grant Morrison Présente Batman T.1 : L’héritage maudit | Grant Morrison             | Andy Kubert                            |                 | Urban Comics  |
| juillet     | La Tour sombre T.13                                    | Robin Furth et Peter David | Jae Lee et Richard Isanove             | Richard Isanove | Fusion Comics |
| 6 juillet   | Batman : Année Un                                      | Frank Miller               | David Mazzucchelli                     |                 | Urban Comics  |
| 6 juillet   | Batman : Knightfall T.1 : La chute                     | Collectif                  | Collectif                              |                 | Urban Comics  |
| 17 août     | Batwoman T.0 : Élégie                                  | Greg Rucka                 | J.H. Williams III                      |                 | Urban Comics  |
| 24 août     | Batwoman T.1 : Hydrologie                              | Haden Blackman             | J.H. Williams III                      |                 | Urban Comics  |
| 7 septembre | Batman: Arkham City                                    | Paul Dini                  | Carlos D'Anda                          |                 | Urban Comics  |
| 7 septembre | Justice League: La Tour de Babel                       | Mark Waid                  | Howard Porter                          |                 | Urban Comics  |
| 5 octobre   | Batman, Le Chevalier Noir T.1 : Terreurs nocturnes     | Paul Jenkins               | David Finch                            |                 | Urban Comics  |
| 26 octobre  | Ed Brubaker présente Catwoman T.2 : Dans les Bas-Fonds | Ed Brubaker                | Brad Rader                             |                 | Urban Comics  |
| 26 octobre  | Grant Morrison Présente Batman T.3 : Nouveaux Masques  | Grant Morrison             | Andy Kubert                            |                 | Urban Comics  |
| novembre    | La Tour sombre T.14                                    | Robin Furth et Peter David | Jae Lee et Richard Isanove             | Richard Isanove | Fusion Comics |
| 2 novembre  | Nightwing T.1 : Pièges et trapèzes                     | Kyle Higgins               | Eddy Barrows, Eber Ferreira            |                 | Urban Comics  |
| 16 novembre | Batman : Knightfall T.2 : Le défi                      | Collectif                  | Collectif                              |                 | Urban Comics  |
| 16 novembre | Batman: The Dark Knight Returns                        | Frank Miller               | Klaus Janson                           |                 | Urban Comics  |
| 7 décembre  | Batman: Noël                                           | Lee Bermejo                | Lee Bermejo                            |                 | Urban Comics  |

### Mangas
| Sortie      | Titre                                      | Scénariste         | Dessinateur        | Éditeur      |
| ----------- | ------------------------------------------ | ------------------ | ------------------ | ------------ |
| 4 janvier   | BTOOOM! T.1                                | Junya Inoue        | Junya Inoue        | Glénat       |
| 5 janvier   | Alabaster                                  | Osamu Tezuka       | Osamu Tezuka       | FLBLB        |
| 18 janvier  | Kuroko's Basket T.1                        | Tadatoshi Fujimaki | Tadatoshi Fujimaki | Kazé         |
| 14 mars     | Billy Bat T.1 et 2                         | Takashi Nagasaki   | Naoki Urasawa      | Pika Édition |
| 21 mars     | Enigma T.1                                 | Kenji Sakaki       | Kenji Sakaki       | Kazé         |
| 14 juin     | Wakfu t. 1 : La Quête des Dofus Éliatropes | Tot et Azra        | Mig                | Ankama       |
| 14 juin     | Ippo T.1 (saison 3)                        | George Morikawa    | George Morikawa    | Kurokawa     |
| 28 juin     | Hikaru no go T.1 (Deluxe)                  | Yumi Hotta         | Takeshi Obata      | Tonkam       |
| 28 juin     | Prophecy T.1                               | Tetsuya Tsutsui    | Tetsuya Tsutsui    | Ki-oon       |
| 4 juillet   | Bleach: Memories of Nobody                 | Tite Kubo          | Tite Kubo          | Glénat       |
| 5 septembre | Médaka Box T.1 et 2                        | Nisio Isin         | Akira Akatsuki     | Tonkam       |
| 5 octobre   | Gamaran T.1                                | Yōsuke Nakamaru    | Yōsuke Nakamaru    | Kana         |
| 12 octobre  | L'Homme qui aimait les fesses              | Osamu Tezuka       | Osamu Tezuka       | FLBLB        |
| novembre    | One Piece Green                            | Eiichirō Oda       | Eiichirō Oda       | Glénat       |

## Décès
- 3 janvier : Vicar
- 12 février : John Severin dessinateur de comics de guerre et de western publiés par EC Comics, de séries chez Marvel Comics (Hulk, Nick Fury) et du magazine Cracked, encreur, mort à l’âge de 90 ans ;
- 25 ou 26 février[1] : André Joy, dessinateur de P'tit Joc, mort à l’âge de 86 ans ;
- 29 février : Sheldon Moldoff, dessinateur de l’âge d'or des comics (entre autres de Hawkman et Batman), mort à l’âge de 91 ans ;
- 5 mars : Joaquim Muntañola (es)
- 10 mars : Jean Giraud, dessinateur de Blueberry sous son vrai nom et auteur de nombreuses bandes dessinées de science-fiction (dont L’Incal) sous le pseudonyme de Mœbius, mort à l’âge de 73 ans ;
- 22 mars : Al Ross
- 18 avril : Phil, auteur belge de Gilbert, Roberta et les autres… Nondidju ! et de nombreux fanzines, mort à l’âge de 47 ans ;
- 21 avril : Frank Odoi, dessinateur ghanéen de Golgoti, Driving Me Crazy, etc., mort à l’âge de 64 ans ;
- 24 avril : Seiki Tsuchida, auteur de mangas, mort à l'âge de 43 ans[2] ;
- 11 mai : Tony DeZuniga, dessinateur philippin de comics, mort à l’âge de 71 ans ;
- 12 mai : Eddy Paape, auteur emblématique de la bande dessinée franco-belge (Marc Dacier, Luc Orient) surnommé « le pape de la BD »[3], mort à l’âge de 91 ans ;
- 13 juin : Jun Hatanaka, auteur de mangas, mort à l'âge de 62 ans[2] ;
- 12 août : Joe Kubert, auteur de comics tels que Hawkman, Tarzan, Sergent Rock et fondateur de l’institut Joe Kubert School of Cartoon and Graphic Art, mort à l’âge de 85 ans ;
- 21 août : Sergio Toppi, dessinateur italien maître du noir et blanc[4], mort à l’âge de 79 ans ;
- 6 octobre : Charlie Kiéfer
- 10 octobre[5] : Claudine Blanc-Dumont, coloriste de bande dessinée, entre autres des albums de son époux Michel Blanc-Dumont ;
- 28 novembre : Spain Rodriguez
- 19 décembre : Keiji Nakazawa, auteur de mangas, mort à l'âge de 73 ans[2].